# サヴィニャーノ・スル・パーナロ
サヴィニャーノ・スル・パーナロ（伊: Savignano sul Panaro）は、イタリア共和国エミリア＝ロマーニャ州モデナ県にある、人口約7,200人の基礎自治体（コムーネ）。

## 地理

### 位置・広がり

#### 隣接コムーネ
隣接するコムーネは以下の通り。括弧内のBOはボローニャ県所属を示す。
- グイーリア
- マラーノ・スル・パーナロ
- サン・チェザーリオ・スル・パーナロ
- スピランベルト
- バルサモッジャ (BO)
- ヴィニョーラ

### 気候分類・地震分類
サヴィニャーノ・スル・パーナロにおけるイタリアの気候分類 (it) および度日は、zona E, 2289 GGである。
また、イタリアの地震リスク階級 (it) では、zona 3 (sismicità bassa) に分類される。

## 行政

### 分離集落
サヴィニャーノ・スル・パーナロには、以下の分離集落（フラツィオーネ）がある。
- Castello, Doccia, Formica, Garofano, Magazzeno, Mulino, La Torre, Bocchirolo, S. Giovanni